# Pelidnota uncinata
Pelidnota uncinata es una especie de escarabajo del género Pelidnota, familia Scarabaeidae. Fue descrita científicamente por Ohaus en 1930.
Habita en Bolivia, Ecuador y Perú.